# Nuoto ai campionati mondiali di nuoto 2023 - Staffetta 4x200 metri stile libero maschile
La gara della staffetta 4x200 metri stile libero maschile dei campionati mondiali di nuoto 2023 si è svolta il 28 luglio 2023. Al mattino si sono svolte le batterie, mentre la finale si è disputata nella serata.

## Podio
| Pos.    | Nazione       | Atleta                                                                                        |
| ------- | ------------- | --------------------------------------------------------------------------------------------- |
| Oro     | Gran Bretagna | Duncan Scott Matthew Richards James Guy Tom Dean Joe Litchfield                               |
| Argento | Stati Uniti   | Luke Hobson Carson Foster Jake Mitchell Kieran Smith Drew Kibler Baylor Nelson Henry McFadden |
| Bronzo  | Australia     | Kai Taylor Kyle Chalmers Alexander Graham Thomas Neill Flynn Zareb Southam Elijah Winnington  |

## Record
Prima della manifestazione il record del mondo (RM) e il record dei campionati (RC) erano i seguenti.
|  | 6'58"55 | Stati Uniti | 31 luglio 2009 Roma |
|  | 6'58"55 | Stati Uniti | 31 luglio 2009 Roma |

Durante la competizione non sono stati migliorati record. 

## Risultati

### Batterie
| Pos. | Batteria | Corsia | Nazione       | Atleta | Tempo   | Note |
| ---- | -------- | ------ | ------------- | --- | ------- | ---- |
| 1    | 1        | 4      | Australia     | Flynn Zareb Southam (1'47"85) Elijah Winnington (1'46"27) Kai Taylor (1'44"56) Thomas Neill (1'45"69)                           | 7'04"37 | Q    |
| 2    | 2        | 4      | Stati Uniti   | Drew Kibler (1'46"44) Baylor Nelson (1'47"13) Henry McFadden (1'46"39) Jake Mitchell (1'46"11)                                  | 7'06"12 | Q    |
| 3    | 1        | 3      | Italia        | Marco De Tullio (1'47"77) Matteo Ciampi (1'46"89) Filippo Megli (1'45"62) Stefano Di Cola (1'45"84)                             | 7'06"12 | Q    |
| 4    | 2        | 5      | Gran Bretagna | Joe Litchfield (1'47"14) Duncan Scott (1'46"21) Tom Dean (1'46"85) Matthew Richards (1'46"00)                                   | 7'06"20 | Q    |
| 5    | 1        | 6      | Francia       | Hadrien Salvan (1'47"03) Wissam-Amazigh Yebba (1'45"70) Roman Fuchs (1'47"09) Enzo Tesic (1'46"58)                              | 7'06"40 | Q    |
| 6    | 2        | 6      | Corea del Sud | Hwang Sun-woo (1'47"29) Kim Woo-min (1'46"02) Yang Jae-hoon (1'47"31) Lee Ho-joon (1'46"20)                                     | 7'06"82 | Q    |
| 7    | 2        | 1      | Germania      | Lukas Märtens (1'45"60) Rafael Miroslaw (1'46"74) Josha Salchow (1'47"39) Timo Sorgius (1'47"77)                                | 7'07"50 | Q    |
| 8    | 1        | 5      | Brasile       | Luiz Altamir Melo (1'47"73) Fernando Scheffer (1'47"12) Murilo Sartori (1'46"57) Guilherme da Costa (1'46"32)                   | 7'07"74 | Q    |
| 9    | 2        | 8      | Giappone      | Hidenari Mano (1'47"25) Katsuhiro Matsumoto (1'45"60) Taikan Tanaka (1'48"23) Fuyu Yoshida (1'47"62)                            | 7'08"70 |      |
| 10   | 2        | 7      | Israele       | Denis Loktev (1'47"38) Tomer Frankel (1'48"39) Daniel Namir (1'47"19) Gal Cohen Groumi (1'46"82)                                | 7'09"78 |      |
| 11   | 1        | 2      | Cina          | Ji Xinjie (1'47"29) Hong Jinquan (1'47"69) Zhang Ziyang (1'48"46) Wang Haoyu (1'46"44)                                          | 7'09"99 |      |
| 12   | 1        | 7      | Canada        | Ruslan Gaziev (1'47"73) Patrick Hussey (1'48"33) Finlay Knox (1'47"57) Javier Acevedo (1'47"04)                                 | 7'10"67 |      |
| 13   | 1        | 8      | Spagna        | César Castro (1'47"35) Luis Dominguez (1'46"97) Sergio Montalban (1'47"74) Carlos Roldan (1'48"79)                              | 7'10"85 |      |
| 14   | 2        | 2      | Svizzera      | Antonio Djakovic (1'46"37) Roman Mityukov (1'48"53) Noe Ponti (1'46"79) Nils Liess (1'49"18)                                    | 7'10"87 |      |
| 15   | 2        | 3      | Ungheria      | Nándor Németh (1'47"98) Richárd Márton (1'48"63) Balázs Holló (1'47"18) Kristóf Rasovszky (1'47"78)                             | 7'11"57 |      |
| 16   | 2        | 0      | Thailandia    | Dulyawat Kaewsriyong (1'53"44) Tonnam Kanteemool (1'53"40) Ratthawit Thammananthachote (1'54"80) Navaphat Wongcharoen (1'57"64) | 7'39"28 |      |
| 17   | 1        | 1      | Vietnam       | Do Ngoc Vinh (1'53"65) Nguyễn Hữu Kim Sơn (1'55"04) Mai Tran Tuan Anh (1'57"64) Nguyen Quang Thuan (1'58"00)                    | 7'44"33 |      |

### Finale
| Pos. | Corsia | Nazione       | Atleta | Tempo   | Note |
| ---- | ------ | ------------- | --- | ------- | ---- |
|      | 6      | Gran Bretagna | Duncan Scott (1'45"42) Matthew Richards (1'44"65) James Guy (1'45"17) Tom Dean (1'43"84)                      | 6'59"08 |      |
|      | 5      | Stati Uniti   | Luke Hobson (1'46"00) Carson Foster (1'44"49) Jake Mitchell (1'45"06) Kieran Smith (1'44"47)                  | 7'00"02 |      |
|      | 4      | Australia     | Kai Taylor (1'45"79) Kyle Chalmers (1'45"19) Alexander Graham (1'45"55) Thomas Neill (1'45"60)                | 7'02"13 |      |
| 4    | 2      | Francia       | Hadrien Salvan (1'46"73) Wissam-Amazigh Yebba (1'45"54) Enzo Tesic (1'46"70) Léon Marchand (1'44"89)          | 7'03"86 |      |
| 5    | 3      | Italia        | Marco De Tullio (1'47"43) Filippo Megli (1'44"94) Matteo Ciampi (1'46"03) Stefano Di Cola (1'45"55)           | 7'03"95 |      |
| 6    | 7      | Corea del Sud | Hwang Sun-woo (1'46"35) Kim Woo-min (1'44"84) Yang Jae-hoon (1'48"35) Lee Ho-joon (1'44"53)                   | 7'04"07 |      |
| 7    | 1      | Germania      | Lukas Märtens (1'44"79) Rafael Miroslaw (1'45"79) Josha Salchow (1'47"35) Timo Sorgius (1'48"21)              | 7'06"14 |      |
| 8    | 8      | Brasile       | Murilo Sartori (1'46"70) Guilherme da Costa (1'46"05) Fernando Scheffer (1'46"96) Luiz Altamir Melo (1'46"72) | 7'06"43 |      |